# Kobresia kobresioidea
Kobresia kobresioidea är en halvgräsart som först beskrevs av Georg Kükenthal, och fick sitt nu gällande namn av Johannes Hendrikus Kern. Kobresia kobresioidea ingår i släktet sävstarrar, och familjen halvgräs. Inga underarter finns listade i Catalogue of Life.